# Dĩnh Kế
Dĩnh Kế là một phường thuộc thành phố Bắc Giang, tỉnh Bắc Giang, Việt Nam.

## Địa lý
Phường Dĩnh Kế có vị trí địa lý:
- Phía đông giáp phường Dĩnh Trì
- Phía tây giáp phường Hoàng Văn Thụ và phường Trần Phú
- Phía nam giáp phường Tân Tiến
- Phía bắc giáp phường Thọ Xương và phường Xương Giang.

Phường Dĩnh Kế có diện tích 4,13 km², dân số năm 2023 là 17.267 người, mật độ dân số đạt 4.180 người/km².

## Lịch sử
Trước Cách mạng tháng Tám, xã Dĩnh Kế có 4 thôn: Phú Mỹ (làng mé), Vĩnh Ninh, Thượng Trù (làng Kê), Trại Nguột thuộc tổng Dĩnh Kế, phủ Lạng Giang.
Ngày 23 tháng 4 năm 1958, Bộ Nội vụ ban Nghị định số 145-NV về việc thành lập xã Dĩnh Kế thuộc huyện Yên Dũng trên cơ sở 10 xóm: Vĩnh Ninh, Hac Nguoi Trung, Nom, Luong, Cho, Chùa, Phố Kế, Sau, Tiêu, Nguôn của xã Hùng Tiến.
Ngày 27 tháng 2 năm 1961, Hội đồng Chính phủ ban hành Quyết định số 33-CP về việc chuyển xã Dĩnh Kế thuộc huyện Yên Dũng về huyện Lạng Giang quản lý.
Ngày 27 tháng 10 năm 1962, Quốc hội ban hành Nghị quyết về việc thành lập tỉnh Hà Bắc trên cơ sở tỉnh Bắc Giang và tỉnh Bắc Ninh. Khi đó, xã Dĩnh Kế thuộc huyện Lạng Giang, tỉnh Hà Bắc.
Ngày 3 tháng 5 năm 1985, Hội đồng Bộ trưởng ban hành Quyết định số 130-HĐBT về việc chuyển xã Dĩnh Kế thuộc huyện Lạng Giang về thị xã Bắc Giang quản lý.
Ngày 6 tháng 11 năm 1996, Quốc hội ban hành Nghị quyết về việc chia tỉnh Hà Bắc thành tỉnh Bắc Giang và tỉnh Bắc Ninh. Khi đó, xã Dĩnh Kế thuộc thành phố Bắc Giang, tỉnh Bắc Giang.
Ngày 7 tháng 6 năm 2005, Chính phủ ban hành Nghị định số 75/2005/NĐ-CP về việc thành lập thành phố Bắc Giang thuộc tỉnh Bắc Giang. Khi đó, xã Dĩnh Kế trực thuộc thành phố Bắc Giang.
Ngày 31 tháng 12 năm 2013, Chính phủ ban hành Nghị quyết số 140/NQ-CP về việc:
- Thành lập phường Xương Giang trên cơ sở điều chỉnh 15,3 ha diện tích tự nhiên của xã Dĩnh Kế.
- Điều chỉnh 28,5 ha diện tích tự nhiên và 412 nhân khẩu của xã Dĩnh Kế vào phường Hoàng Văn Thụ.
- Thành lập phường Dĩnh Kế thuộc thành phố Bắc Giang trên cơ sở điều chỉnh 1,2 ha diện tích tự nhiên, 86 nhân khẩu của phường Hoàng Văn Thụ và 423,12 ha diện tích tự nhiên, 11.229 nhân khẩu còn lại của xã Dĩnh Kế.

Phường Dĩnh Kế có 424,32 ha diện tích tự nhiên và 11.315 nhân khẩu.

## Văn hóa
Phường Dĩnh Kế có làng nghề Bánh Đa Kế và Mỳ Kế nổi tiếng cả nước.